# Nurol Ejder
Ejder (укр. дракон) — сімейство бронеавтомобілів виробництва турецької компанії Nurol Makina Має два основних представника з колісною формулою 4×4 та 6×6.

## Опис

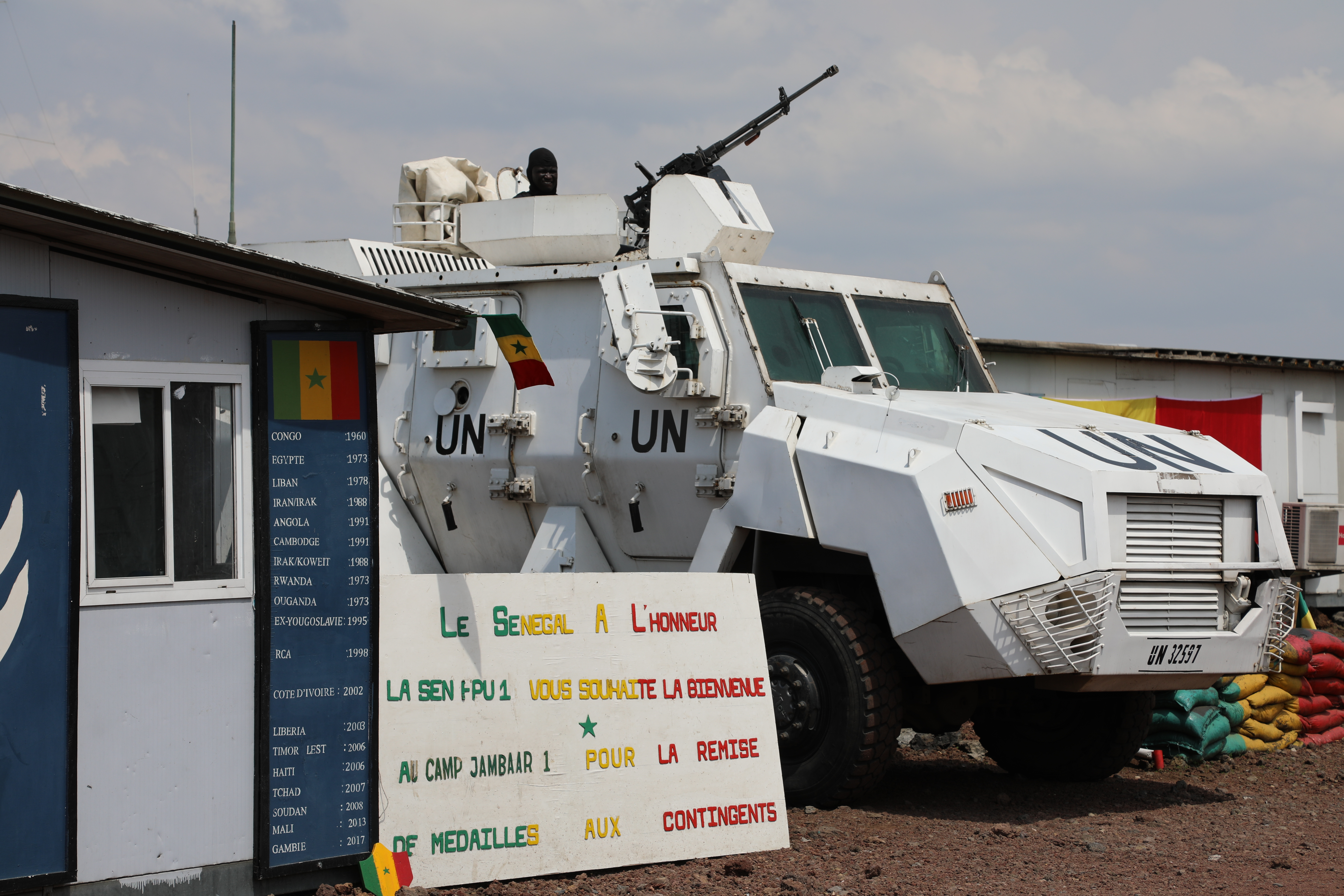
Nurol Ejder 4×4 сенегальських миротворців у Конго, 2019 рік

Броньована машина 4×4 класу MRAP вперше була представлена Nurol Makina у 2012 році.
Машина повною масою до 14 тонн має місткість 11 осіб та високий заявлений рівень захисту STANAG 4569 Level 4а/3b.
Кузов має модульну конструкцію і при реконфігурації дозволяє розміщувати до 4 тонн корисного навантаження.

## Модифікації

### ALKAR (AHS-120)
Розробкою та виробництвом мінометних систем ALKAR займається турецька компанія Aselsan.
Перша публічна демонстрація відбулась у лютому 2017 року на міжнародній виставці оборонної промисловості IDEF.
У грудні того ж року Aselsan заявив про проведення успішних випробувань AHS-120.
ALKAR може повертатися на 360° та стріляти за будь яких погодних та кліматичних умов у будь який час доби.
Автоматична мінометна система ALKAR має систему заряджання, що в поєднанні з системами наведення забезпечує високу ефективність та безпеку стрільби.

## Оператори
У 2014 році перші 11 серійних машин були поставлені турецькій поліції, а в серпні 2016 року турецька армія законтрактувала 50 машин в модифікації TTZA (також іменується Ejder Yalçın II) з дистанційно керованим кулеметними модулями Aselsan SARP.
У 2019 році Узбекистан також отримав 24 турецькі броньовані машини.
- Угорщина: Збройні сили Угорщини. В грудні 2020 року було замовлено 40 автомобілів поліпшеної версії Gidran з колісною формулою 4×4[4]. Та повідомлено про отримання першої партії з 10 машин[6].

### Туреччина
На початку травня 2021 року Турецька армія отримала перші автоматичні мінометні системи ALKAR (AHS-120) калібром 120-мм на шасі Ejder Yalçın 4×4.

### Угорщина
Офіційна церемонія передачі перших 10 бронемашин військовим Угорщини відбулась в лютому 2021 року. Бронемашини отримала 25-та піхотна бригада сухопутних військ Угорщини у місті Тата на північному заході Угорщини.
В угорській армії ці машини отримали позначення «Gidran» на честь породи угорських скакових коней.
На церемонії були присутні міністр оборони Угорщини Тібор Бенко і головнокомандувач Збройними силами Угорщини генерал Ференц Кором.
Машини оснащені засобами зв'язку, поставленими німецькою групою Rheinmetall, установка обладнання зв'язку виконувалася в Будапешті угорським підприємством HM ArmCom Kommunikációechnikai Zrt.
Повідомляється, що перші десять поставлених машин будуть використовуватися в основному підрозділом військової поліції бригади.